# Harcourt
För andra betydelser, se Harcourt (olika betydelser).
Harcourt är en kommun i departementet Eure i regionen Normandie i norra Frankrike. Kommunen ligger i kantonen Brionne som tillhör arrondissementet Bernay. År 2022 hade Harcourt 1 076 invånare.

## Befolkningsutveckling
Antalet invånare i kommunen Harcourt
Referens:INSEE